# One Nite Alone...
Albums de Prince
The Rainbow Children
(2001) One Nite Alone...Live!
(2002)
One Nite Alone... est le 25e album studio du musicien Prince paru le 14 mai 2002.
La chanson A Case of U est dédiée à son père John L. Nelson, mort en 2001.

## Liste des titres
1. One Nite Alone... – 3:37
2. U're Gonna C Me – 5:16
3. Here On Earth – 3:23
4. A Case of U – 3:39
5. Have a Heart – 2:04
6. Objects in the Mirror – 3:27
7. Avalanche – 4:24
8. Pearls B4 the Swine – 3:01
9. Young & Beautiful – 2:44
10. Arboretum (instrumental) – 3:26